# 松本重太郎
松本 重太郎（まつもと じゅうたろう、天保15年10月5日（1844年11月14日） - 大正2年（1913年）6月20日）は日本の実業家。関西経済界の重鎮。旧姓は松岡、幼名は亀蔵。肥料、銀行、紡績、鉄道など多くの企業の設立、経営に参画し、西の松本、東の渋沢と呼ばれた。近代数寄者としても有名で号を叟軒と称す。

## 経歴

### 生い立ち

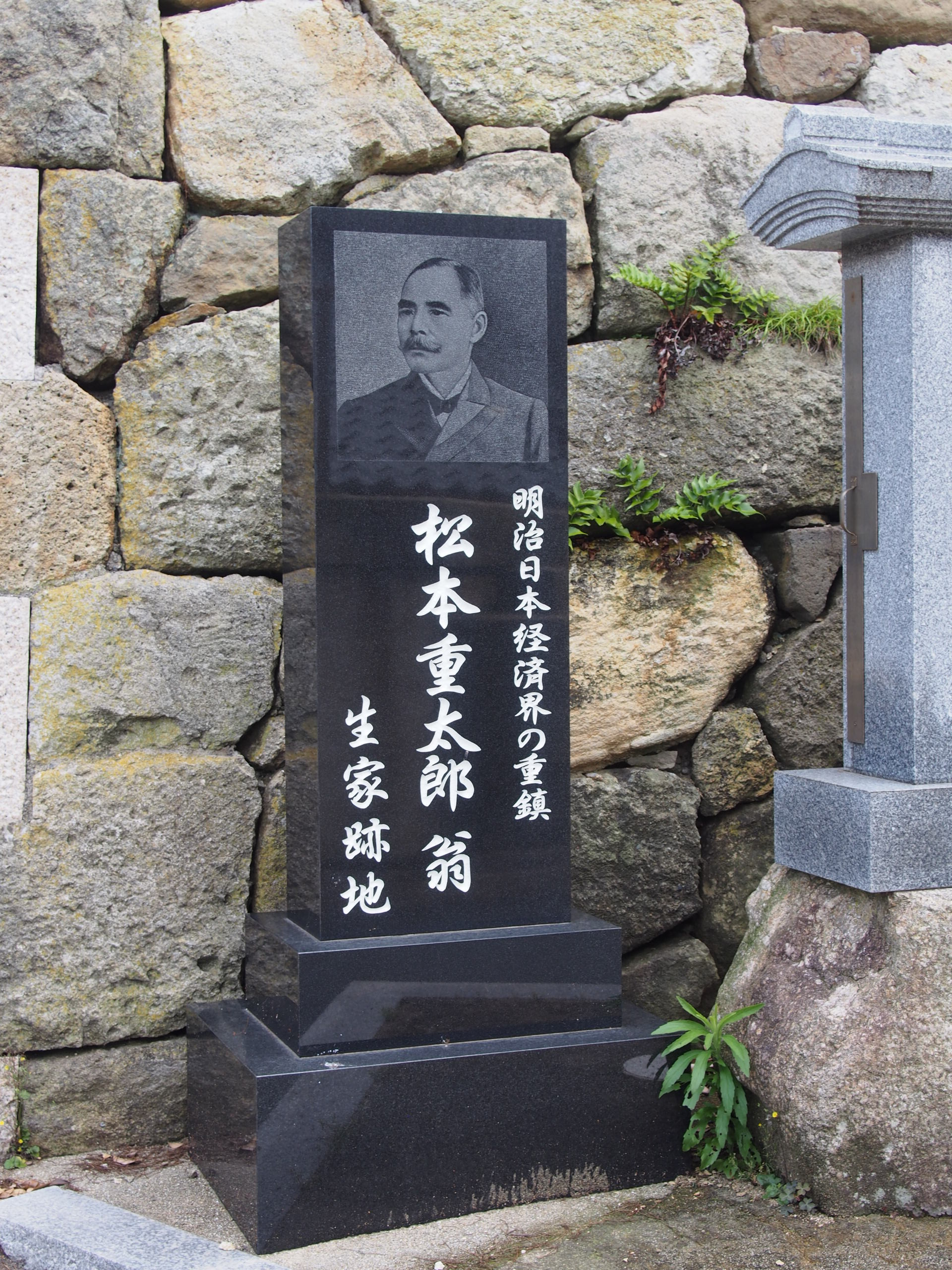
京都府京丹後市丹後町間人にある松本重太郎生家跡の石碑

丹後国竹野郡間人村（現・京都府京丹後市丹後町間人）の農家・松岡亀右衛門の次男として生まれた。松岡家は、江戸時代には代々庄屋を務め、苗字帯刀を許された家柄であった。10歳のとき、京都五条通の呉服商「菱屋勘七」に丁稚奉公にあがる。3年後、大坂に出て天満の呉服商「綿屋利八」方に移り、ここで10数年間勤めた。綿屋は大坂の有力呉服問屋の1つで、ここで商人として活躍していく素地を造り上げる事ができた。明治元年（1868年）、24歳ごろ独立し、松本重太郎と名を改める。ちょうど兵庫と大阪の開港が行われた年である。さっそく重太郎は、洋反物のブローカーを始める。大坂にはすでに山口吉郎兵衛、伊藤九兵衛、平野平兵衛など、洋反物を取り扱って急速にのしあがった商人がいた。最初は行商だったが、1870年ごろには東区平野町に「丹重」を屋号とする店舗を構えた。重太郎が大躍進したのは西南戦争のときで、このとき軍用羅紗の買占めを行い、巨利を得た。

### 第百三十銀行の設立
こうして洋反物商として一定の地位を築いた重太郎は1878年、東区高麗橋に資本金25万円で第百三十銀行を設立した。旧徳島藩士の小室信夫と組んで、宮津や福知山の旧藩士を説き、金禄公債を資本金として出資させるのに成功した。初代頭取には、小室の父佐喜蔵が、取締役には渋谷庄三郎（大阪の綿花商）、稲田佐七郎（大阪の洋反物商）、松本誠直（宮津の株主）が就任し、重太郎は取締役兼支配人となった。1880年には重太郎が頭取に就任した。こうして1896年には、預金額は252万円、貸出額は278万円に達し、預金額248万円、貸出額311万円の住友銀行と肩をならべ、在阪銀行のトップの座を占めた。1898年、国立銀行の満期解散にともない、同行は普通銀行に転換し、百三十銀行となる。同行は百三十六銀行、大阪興業銀行、小西銀行、西陣銀行、福知山銀行、八十七銀行を合併し、1902年末には資本金325万円、大阪・京都・滋賀・福井・福岡に15店舗をもつ大銀行となった。1898年10月には重太郎は大阪銀行集会所委員長となり、押しも押されもせぬ大阪を代表する銀行家となった。しかしこの頃から百三十銀行の経営はおかしくなる。それは重太郎が手を拡げた他の事業の動向に深く関係するものであった。百三十銀行はその後安田財閥傘下に入り松本の死後に安田銀行に吸収合併される。

### 紡績と鉄道
重太郎の洋反物商と関係の深い事業として、1882年に設立された大阪紡績がある。渋沢栄一、益田孝、大倉喜八郎らの東京資本と華族資本による紡績会社計画と、松本重太郎、藤田伝三郎らによる紡績会社計画が合体したものだった。95人の株主のうち56人が大阪商人で、払込資本構成でも大阪商人の出資比率が31%を占め、松本、藤田の斡旋で大阪に立地が決まり、創立後は藤田伝三郎が初代頭取に、松本が取締役に、また小室信夫の経営する縮緬問屋の番頭蒲田清蔵が商務支配人に就任するなど大阪側の役割が大きかった。その後も大阪商人の持株比率が高くなり、重太郎は1887年1月に頭取となり、1898年1月までその職にあった。1884年には、もと政府の紡績機械貸し下げによって成立した渋谷紡績所の経営が不振となり、これを渋谷庄三郎から買い取り、これを堂島紡績所とした。1895年1月には紡績・織布兼業の日本紡織を設立して社長となり、翌年堂島紡績所を吸収合併した。さらに1896年には輸入織物のうち最も需要の多かったモスリンの国産自給を企て、稲畑勝太郎はじめ大阪の舶来物品商とともに毛斯綸紡織を創設、社長となった。そのほか、京都製糸、内外綿、大阪毛糸などの設立にも関係し、設立後はその重役となった。
鉄道は重太郎のもうひとつの柱となる事業分野であった。1884年、重太郎は藤田伝三郎、田中市兵衛らとともに、事実上日本で初めての私鉄として阪堺鉄道を設立した。同鉄道の経営は順調で、高収益をあげたため、さらに重太郎は堺から和歌山まで36マイルの鉄道敷設を計画し1895年南海鉄道を設立、その社長となった。南海鉄道は1898年に阪堺鉄道を吸収合併、ここに難波、和歌山をつなぐ鉄道が完成した。1886年、重太郎らが発起人となって成立した山陽鉄道は1892年までに神戸、三原間の敷設を完了したが、1890年不況の影響で不振となり、工事がストップしたまま、社長の中上川彦次郎が辞任してしまった。1892年社長の就任した重太郎は借入金と社債発行により資金調達の道をつけ、三原、広島間の敷設を1894年までに完成させ、日清戦争期の軍需輸送に貢献した。その後、1898年以降山陽鉄道は三田尻から下関まで軌道を延ばし、関門連絡船を介して九州鉄道との連絡を実現した。そのほか浪速鉄道、阪鶴鉄道、七尾鉄道、豊州鉄道（のちの九州鉄道）、讃岐鉄道などの鉄道にも関係し、重太郎は西日本の鉄道網形成に大きく寄与した。太湖汽船、内国海運、大阪運河会社など海運関係にもかかわりをもった。
その他の事業としては、日本精糖、大阪アルカリ、大阪麦酒、日本火災保険、日本教育生命保険、明治炭坑など多くの会社の設立ないし経営に参画した。1898年の資料では26社の役員を務め、渋沢栄一の29社に次ぐ数だった。

### 松本の失敗
1901年から1902年の恐慌に際して、重太郎関係の企業のうちいくつかは深刻な営業不振に陥り、百三十銀行の経営に悪影響を与えることになった。その中で特に深刻であったのは、日本紡織で、同社は製品品質が劣っていたことや、大きなウェイトを占めた中国市場での販売不振から経営不振となり、これを百三十銀行からの融資で糊塗していたのである。1904年6月に百三十銀行が破綻するときには、同行から日本紡織への融資は170万円余にのぼり、そのほとんどは不良債権化していた。また百三十銀行は頭取松本重太郎自身あるいは、洋反物商松本商店へも巨額の融資を行っていた（合計165万円余）。恐慌で洋反物商も大きな打撃を受けたが、松本商店も例外ではなかった。重太郎関係企業に対する融資で、重太郎が債務保証をしていたものも少なくなかった。やはり百三十銀行破綻当時に、重太郎への融資124万円余が焦げ付くにいたった。これらは百三十銀行本店で生じた不良債権であったが、京都・福井・門司などでも多額の融資焦げ付きが生じるようになり、1904年6月、休業に追い込まれ、その再建は政府の特別融資を受けた安田善次郎の手に委ねられた。こうして重太郎は百三十銀行に101万円余を弁済した上で、同行頭取のみならず関係していた会社から一切退いた。
百三十銀行の蹉跌の原因は第一に、頭取松本が同行を自分が関係している事業の金融機関として利用したことにあった。また重太郎の考えにそって「人物の堅実にして、手腕と技量と共に優秀なりと認めた者には、その担保品の有無は敢えて甚だしく問う所なく、巨額の財を賃与したる」という人物本位の融資方針をとっていたといわれる。また同行は取引が「敏活」で大阪の商家には人気があったといわれる。しかし松本重太郎の企業者活動を通して、大阪紡績（現・東洋紡）、南海鉄道（現・南海電鉄）、山陽鉄道（現・JR西日本）、日本火災保険（のちの日本火災海上保険、現SOMPOホールディングス/損害保険ジャパン）、大阪麦酒（現・アサヒグループホールディングス/アサヒビール）など、松本がつくった企業はいまなお活躍を続けている。また百三十銀行を通じて行った融資によって発展の礎を築いた企業も少なくない。その意味で、松本重太郎はベンチャービジネスのエンジェルでもあった。百三十銀行の破綻後、松本は隠居し、その整理が済んだ後も、再び実業界には戻らなかった。豪壮な堂島の本邸を引き払い、上本町の仮宅に篭居したのち、出入りの大工が提供した住居で老後を送った。69歳で癌により死去。

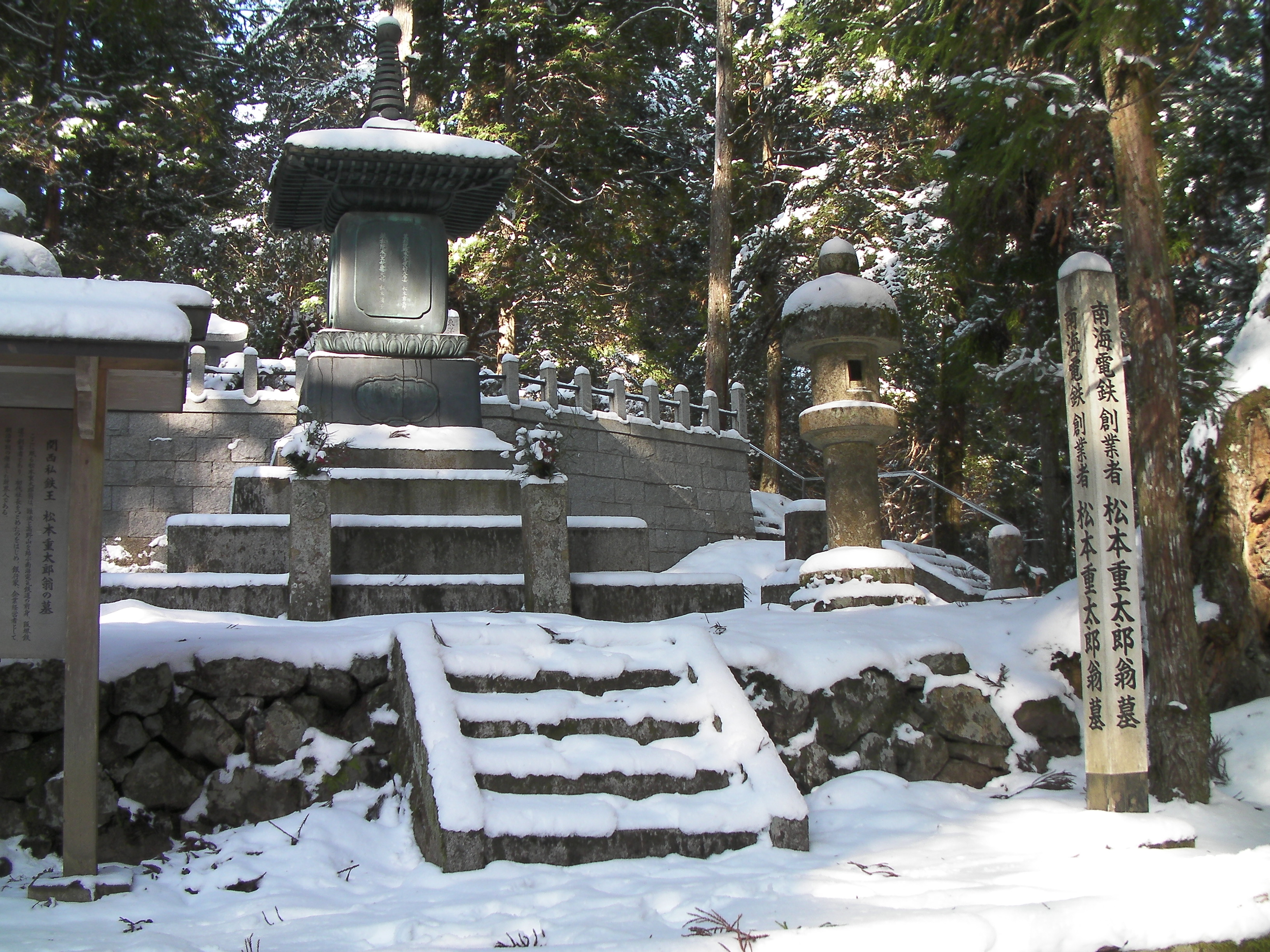
松本重太郎の墓

墓は高野山・奥ノ院参道にある。

### 死後
故郷では「松本翁」と呼ばれて親しまれ、1957年（昭和32年）には丹後町立間人小学校に松本の石像が建立された。
2000年（平成12年）には城山三郎によって、松本を題材とする小説『気張る男』が刊行された。2003年（平成15年）には松本を題材とするNHKドラマ『われ、晩節を汚さず 新夫婦善哉』が放送され、小林薫が松本を演じた。2013年（平成25年）には出身地の間人で没後100年シンポジウムが開催され、以後は毎年生誕祭が開催されている。
2021年（令和3年）6月8日から8月31日、松本の故郷である京丹後市と大阪市の大阪企業家ミュージアムが共催し、大阪企業家ミュージアムで「松本重太郎展」が開催された。同年10月5日、京丹後市丹後町間人の丹後地域公民館1階に「松本重太郎ギャラリー」が開館した。「松本重太郎展」で用いられたパネルを移設したものである。

## 家族・親族
妻の浜は埼玉忍藩の武家、牧勝の娘（1874年結婚）。
明治の元勲松方正義の十三男の虎吉（1890-1973）を養子に迎えたが、虎吉が生まれる前年の1889年に跡継ぎとして井上枩蔵を選んでいる。枩蔵の兄は第百三十六銀行頭取で東洋製紙創業者の井上保次郎(1863－1910)。枩蔵自身はアメリカ遊学を長くしていた。養子縁組により松本枩蔵となり、重太郎が作った日本紡績の社長を務めたほか、1930年に九州電気軌道の二代目社長にも就任したが空手形濫発事件により失脚した。枩蔵の妻は松方正義の四女光子で、その子がジャーナリストの松本重治である。重治は、松方正義の三男で九州電気軌道の初代社長（1908-1930）だった幸次郎の娘花子と結婚し松方家との関係はいっそう深まった。

## 栄典
- 1902年（明治35年）2月27日 - 正六位[11]